# Джордж (округ, Міссісіпі)
Шаблон:StateAbbr_ 30°52′ пн. ш. 88°38′ зх. д. / 30.87° пн. ш. 88.64° зх. д.
Округ  Джордж (англ. George County) — округ (графство) у штаті Міссісіпі, США. Ідентифікатор округу 28039.

## Історія
Округ утворений 1910 року.

## Демографія
За даними перепису 
2000 року 
загальне населення округу становило 19144 осіб, усе сільське.
Серед мешканців округу чоловіків було 9602, а жінок — 9542. В окрузі було 6742 домогосподарства, 5308 родин, які мешкали в 7513 будинках.
Середній розмір родини становив 3,17.
Віковий розподіл населення поданий у таблиці:
| Стать    | До 15 років | 15-21 | 22-29 | 30-39 | 40-49 | 50-65 | 65-85 | Понад 85 |
| -------- | ----------- | ----- | ----- | ----- | ----- | ----- | ----- | -------- |
| Чоловіки | 2401        | 1017  | 1067  | 1397  | 1265  | 1537  | 846   | 72       |
| Жінки    | 2258        | 948   | 1050  | 1343  | 1239  | 1529  | 996   | 179      |

## Суміжні округи
- Ґрін — північ
- Мобіл, Алабама — схід
- Джексон — південь
- Стоун — захід
- Перрі — північний захід

## Виноски
1. ↑  U.S. Decennial Census. United States Census Bureau. Архів оригіналу за 26 квітня 2015. Процитовано 3 листопада 2014.
2. ↑  Historical Census Browser. University of Virginia Library. Архів оригіналу за 11 серпня 2012. Процитовано 3 листопада 2014.
3. ↑  Population of Counties by Decennial Census: 1900 to 1990. United States Census Bureau. Архів оригіналу за 28 грудня 2014. Процитовано 3 листопада 2014.
4. ↑  Census 2000 PHC-T-4. Ranking Tables for Counties: 1990 and 2000 (PDF). United States Census Bureau. Архів оригіналу (PDF) за 18 грудня 2014. Процитовано 3 листопада 2014.
5. ↑  State & County QuickFacts. United States Census Bureau. Архів оригіналу за 7 червня 2011. Процитовано 3 вересня 2013.(англ.) Наведено за англійською вікіпедією.
6. ↑  American FactFinder. Бюро перепису населення США. Архів оригіналу за 21 травня 2008. Процитовано 31 січня 2008.

| США | Це незавершена стаття з географії США. Ви можете допомогти проєкту, виправивши або дописавши її. |